# 소리아노넬치미노
소리아노넬치미노(이탈리아어: Soriano nel Cimino)는 이탈리아 라치오주 비테르보도에 위치한 코무네다.